# Река Хронос
Река́ Хро́нос — незавершённый цикл романов и повестей Кира Булычёва, написанный в 1992—2003 годах. В цикл входят шесть романов, написанных в жанре альтернативной истории и криптоистории, и четыре детективные повести.

## Сюжет цикла
Действие цикла начинается в августе 1913 года. После убийства отчима Андрея Берестова Сергея Серафимовича и его экономки Глафиры, Андрей и его невеста, а впоследствии жена Лидия Иваницкая получают в наследство карманные устройства, позволяющие перемещаться вперёд во времени как в реальном историческом времени («основной поток»), так и в альтернативных исторических вариантах («ответвления»). После того, как началась Первая мировая война, а Андрей был ложно обвинён в убийстве отчима, Андрей и Лида решают инсценировать двойное самоубийство и бежать в зиму 1916—1917 года, надеясь, что к этому времени война закончится, а убийство Сергея Серафимовича и Глафиры будет раскрыто («Наследник»). Однако из-за ошибки в настройках приборов Лидочка оказывается в «ответвлении», где Андрей погиб за полгода до её появления («Штурм Дюльбера»), а Андрей — в «основном потоке», где вынужден полгода ждать появления Лидочки («Возвращение из Трапезунда»). Однако с помощью друга Сергея Серафимовича пана Теодора Андрею и Лиде удаётся воссоединиться и они через Киев отправляются в Москву («Покушение»).
В 1932 году Лидия отправляется в санаторий «Узкое», бывшее поместье князей Трубецких. В санатории происходит несколько убийств, во время одного из которых начинается расхождение «основного потока» и «ответвления». В «ответвлении» один из убитых остаётся в живых и к апрелю 1939 года разрабатывает и испытывает ядерное оружие. По приказу Сталина вторую ядерную бомбу сбрасывают на Варшаву, где в этот момент проходит парад Вермахта по случаю захвата Польши и всё руководство Третьего рейха гибнет. Сталин умирает от лучевой болезни и к власти в СССР приходит Берия («Заповедник для академиков»).
В начале 90-х годов XX века Лидия и Андрей оказываются втянуты в соперничество двух групп искателей драгоценностей царской семьи, вывезенных большевиками из Советской России в Швейцарию. Эти группы возглавляют возродившиеся в виде младенцев в момент смерти Ленин и великая княжна Анастасия Николаевна («Младенец Фрей»).
Детективные повести сюжетно мало связаны с фантастическими и объединены только общими героями. Их действие происходит в начале 1990-х годов, когда Лидии и Андрею около 35 лет. Андрей в повестях непосредственно не действует, а Лидия расследует замаскированное под самоубийство убийство молодой девушки («Усни, красавица!»), убийство известного учёного и автора научно-популярных книг («Таких не убивают») и похищение бывшей жены российского учёного, переехавшего в Лондон («Дом в Лондоне»).

## Состав цикла
| Название                  | Время действия              | Поток времени                              | Основные события |
| Фантастические романы     | Фантастические романы       | Фантастические романы                      | Фантастические романы |
| ------------------------- | --------------------------- | ------------------------------------------ | --- |
| Наследник                 | август 1913—октябрь 1914    | основной                                   | Андрей Берестов знакомится с Лидией Иваницкой; убийство Сергея Серафимовича Берестова и Глафиры Браницкой; Андрей получает от Сергея Серафимовича и Глафиры два портсигара; Следователь Вревский подозревает Андрея в убийстве; Андрей и Лидия бегут в 1917 год. |
| Штурм Дюльбера            | декабрь 1916—июль 1917      | ответвление                                | Убийство Распутина; следователь Вревский вызывает Николая Беккера и сообщает ему, что закрывает дело об убийстве Сергея Серафимовича и Глафиры; Февральская революция; при погроме здания ялтинского суда Николай Беккер завладевает документами Андрея Берестова и опасаясь гонений на людей с немецкими фамилиями, живёт под его именем; Николай знакомится с адмиралом Колчаком и становится его адъютантом; в марте 1917 года появляется Лидочка Иваницкая и решает ждать появления Андрея; Ленин решает пробираться в Россию под видом глухонемого шведа, однако попадает в тюрьму, где и сидит до поздней осени; адмирал Колчак вступает в заговор с членами царской семьи, живущими на вилле Дюльбер; Ялтинский Совет безуспешно пытается арестовать Романовых; адмирал Колчак и вдовствующая императрица Мария Фёдоровна берут под свой контроль Черноморский флот; высаженный с кораблей Черноморского флота десант берёт штурмом Стамбул, в котором в качестве императора коронуется цесаревич Алексей, а в качестве регентши — Мария Фёдоровна; Временное правительство свергнуто; Ахмет Керимов рассказывает Лидочке о гибели Андрея и показывает ей его могилу; на кладбище Лидочка встречает пана Теодора, который помогает ей попасть в «основной поток». |
| Возвращение из Трапезунда | март 1917—январь 1918       | основной                                   | Следователь Вревский вызывает Николая Беккера и даёт понять, что подозревает его в убийстве Сергея Серафимовича и Глафиры; Февральская революция; при погроме здания ялтинского суда Николай Беккер завладевает документами Андрея Берестова и опасаясь гонений на людей с немецкими фамилиями, живёт под его именем; Николай знакомится с адмиралом Колчаком и становится его адъютантом, а после отъезда Колчака в США примыкает к большевикам; в марте 1917 года появляется Андрей и решает ждать появления Лидочки; скрываясь в горах с партизанским отрядом Ахмета Керимова, Андрей встречает своего университетского профессора Авдеева и соглашается присоединиться к его археологической экспедиции в Трапезунд; оказавшись в Трапезунде, Андрей, принятый за живущего под его именем Колю Беккера, оказывается в центре соперничества двух групп контрабандистов; после возвращения в Ялту Андрей встречается с Лидочкой, после захвата власти большевиками оказывается в тюрьме, однако его принимают за Николая Беккера и освобождают; после Нового Года Андрей и Лидия решают ехать в Киев, а оттуда в Москву. |
| Покушение                 | январь—июль 1918 года       | основной                                   | Лидия и Андрей приезжают в Киев и задерживаются в нём из-за болезни Лидии; по пути в Москву они встречают родственницу барона Врангеля Марию Дмитриевну, Фанни Каплан и отца Троцкого и после приезда в Москву поселяются с ними в одной квартире; Николай Беккер приезжает в Москву с делегацией Крыма, поступает на службу в ЧК, где знакомится с Яковом Блюмкиным и под именем Николая Андреева принимает участие в убийстве Мирбаха. |
| Заповедник для академиков | 22 октября 1932—август 1939 | часть I — основной; часть II — ответвление | «Основной поток»: Лидия Берестова приезжает в санаторий «Узкое»; физик Матвей Шавло убивает одну из горничных, академик Александрийский застаёт его прячущим тело и убивает его; чекист Ян Алмазов находит тело Шавло, обвиняет в убийстве Александрийского, Лидию и свою любовницу Альбину; Альбина убивает себя и Алмазова и признаётся в убийстве Шавло. «Ответвление»: Лидия Берестова приезжает в санаторий «Узкое»; физик Матвей Шавло убивает одну из горничных, академик Александрийский застаёт его прячущим тело и Шавло убивает Александрийского; при административной поддержке Яна Алмазова Шавло разрабатывает в Полярном институте на Новой Земле и в апреле 1939 года испытывает ядерное оружие; Андрей Берестов и Альбина Смирнова выживают при испытаниях и улетают в Германию с экипажем оказавшегося над местом испытания немецкого разведывательного самолёта; Ян Алмазов, Матвей Шавло и Николай Ежов привозят Сталину в качестве сувенира образец оплавившегося грунта из эпицентра взрыва; 15 июля 1939 года Германия нападает на Польшу и 18 июля пала Варшава; Гитлер решает провести в Варшаве парад; Сталин приказывает сбросить вторую атомную бомбу на Варшаву и всё руководство Третьего рейха гибнет; Сталин умирает от лучевой болезни в конце июля 1939 года; Андрей встречается с паном Теодором, пан Теодор сообщает ему, что он находится в «ответвлении» и помогает перейти в «основной поток». |
| Купидон                   |                             |                                            | Однажды в московской квартире, где проживала Лидия, раздался звонок, и на пороге появилась старушка. Оказалось, что она ищет свою младшую сестру, которая когда то здесь проживала вместе с мужем Спесивцевым. Поиски пропавшей женщины приведут Лидию в различные места страны, но окончится всё на небольшой даче в Подмосковье. |
| Младенец Фрей             | осень 1991—апрель 1992      | основной                                   | Лидия Берестова узнаёт от своего знакомого Сергея Завадского, что живущий у него человек по прозвищу Фрей — возродившийся в момент смерти в виде младенца Ленин; Фрей убивает Завадского, пытается сжечь его квартиру и бежит; Андрей Берестов отправляется в круиз на теплоходе вокруг Европы и оказывается нанят в качестве переводчика группой охотников за сокровищами, в которую входит Фрей; им удаётся получить драгоценности царской семьи, хранящиеся в одном из банков Стокгольма, однако их отбирает другая группа, возглавляемая великой княжной Анастасией; перерождающиеся гении собираются вместе по случаю пятого перерождения Наполеона Бонапарта. |
| Детективные повести       |                             |                                            | |
| Усни, красавица!          | начало 1990-х годов         | —                                          | Лидия Берестова, провожая мужа в командировку рано утром, становится свидетельницей стрельбы во дворе; пытаясь разыскать шкатулку с дневниками Сергея Серафимовича, оставленную ею в 1930-х годах Маргарите Потаповой (Наследник, Покушение), Лидия знакомится с её дочерью Татьяной Флотской; по пути в гости к Татьяне Лидия знакомится с одноклассницей её Алёны дочери Софьей; после их возвращения в Москву обнаруживается, что Алёна умерла, отравившись снотворным; в результате расследования выясняется, что Алёна умерла, отравившись цианистым калием, подложенным во флакон со снотворным Софьей. |
| Таких не убивают          | начало 1990-х годов         | —                                          | Лидия Берестова приезжает на дачу к своим знакомым супругам Глущенко; туда же приходит их сосед, учёный и писатель Сергей Спольников и приезжает Нина, бывшая жена Сергея и Марина Котова, редактор из издательства, где готовится к печати книга Сергея; на следующее утро Лидия и Глущенко обнаруживают, что Сергей застрелен из пистолета, а его дача ограблена; через некоторое время исчезнувшие с дачи вещи обнаруживаются в канаве с водой недалеко от дачи; получив от Марины рукопись романа Сергея, Лидия понимает, что окончание романа написано не Сергеем и догадывается, что его застрелила Марина. |
| Дом в Лондоне             | начало 1990-х годов         | —                                          | Приехав в деловую поездку в Лондон, Лидия Берестова поселяется в доме живущего в Лондоне российского учёного Славы Кошко, где в то же время гостит его дочь Ирина и родственники супруги Кошко из Краснодара; внезапно, на две недели раньше назначенного срока, приезжает бывшая жена Славы Алла; Ирина и Слава рассказывают Лидии, что приехавшая женщина — не Алла, а настоящая Алла похищена и за её жизнь требуют выкуп в полтора миллиона фунтов стерлингов; исчезает сначала Слава, потом и фальшивая Алла; обнаружив их трупы в сарае, Лидия догадывается, что их убили супруги Кошко, рассчитывая избавиться от шантажистов и получить наследство от Славы. |

## История написания
Кир Булычёв начал работу над циклом «Река Хронос» в 1992 году и работал над ним до самой смерти в 2003 году. По оценке самого автора этот цикл был для него делом «если не всей жизни, то последнего десятилетия точно»

### Первая трилогия
Первые три романа цикла — «Наследник», «Штурм Дюльбера» (в первом издании роман назывался «Штурм Ай-Тодора») и «Возвращение из Трапезунда» — вышли в 1992 году в издательстве «Московский рабочий» с иллюстрациями жены Кира Булычёва Киры Сошинской. В следующем издании, вышедшем в издательстве АСТ в 2000 году, название второго тома было изменено с «Штурм Ай-Тодора» на «Штурм Дюльбера». Это было связано с тем, что Кир Булычёв узнал, что весной и в начале лета 1918 года великие князья находились именно на вилле Дюльбер, а не в Ай-Тодоре. Также для второго издания автор дописал первую главу, содержащую историю убийства Распутина. Существенной переработке подверглись первые три романа и в следующем издании, вышедшем в 2004 году.

### Заповедник для академиков
Роман «Заповедник для академиков» был частично написан и издан Киром Булычёвым в 1992 году, а завершён — в 1994 году и впервые опубликован как приложение к газете «Криминал», а в том же году был издан отдельной книгой в издательстве «Текст». Роман был оценён критиками и читателями как исторически достоверный, писателя даже упрекали в том, что события романа основаны на реальной истории.

### Детективные повести
Повесть «Усни, красавица!» впервые была издана в 1994 году, «Таких не убивают» — в 1998 году, Дом в Лондоне — в 2003 году. «Дом в Лондоне» был выпущен издательством «Омега» уже после смерти автора и стал последним завершённым произведением Кира Булычёва. Повесть «Купидон», действие которой происходит в 1980-х годах, в начале была включена автором в цикл «Река Хронос», однако после двух изданий была переработана с заменой главной героини.

### Младенец Фрей
Роман «Младенец Фрей» был переработан Киром Булычёвым в начале 1990-х годов из небольшой повести, написанной в середине 1980-х. Первоначально повесть относилась к циклу «Театр теней» (цикл об Институте Экспертизы), её главной героиней была Калерия Петровна. В первоначальной редакции повесть была напечатана в минском журнале «Фантакрим-МЕГА». После переработки повести в роман и включения его в цикл «Река Хронос» он был издан издательством АСТ в серии «Миры Кира Булычёва» в 2001 году.

### Покушение
Работу над романом «Покушение» Кир Булычёв начал в середине 1990-х годов и продолжал до конца жизни. Предположительно в первой редакции роман был почти закончен в мае—июне 2003 года. Рукопись романа и черновые наброски к его окончанию были обнаружены в архиве писателя. По словам самого автора и черновикам, роман, аналогично роману «Заповедник для академиков», должен был состоять из двух частей — «основного потока» и «ответвления». В «основном потоке» Николай Беккер стреляет в Ленина, но влюблённая в него Фанни Каплан жертвует собой, заявляя, что в Ленина стреляла она. «Ответвление» начинается с того, что Дзержинский отпускает Марию Дмитриевну Врангель, но оставляет под арестом отца Троцкого. Мятеж левых эсеров завершается успешно, Ленин и Свердлов бегут в Германию, где Ленин прожил до 1937 года и был отравлен агентами Сталина.

## Ненаписанный роман
После смерти Кира Булычёва в его архиве сохранился план последнего романа цикла. В этом романе Андрей переносится далеко в будущее, а Лидия отстаёт и догоняет его уже будучи пожилой женщиной. Чтобы они могли сравняться в возрасте, в будущее переносится уже Лидия. Они снова переносятся в будущее, чтобы встретиться с паном Теодором, однако попадают в неустойчивое «ответвление» и погибают при его распаде.